# Innozenz Metz

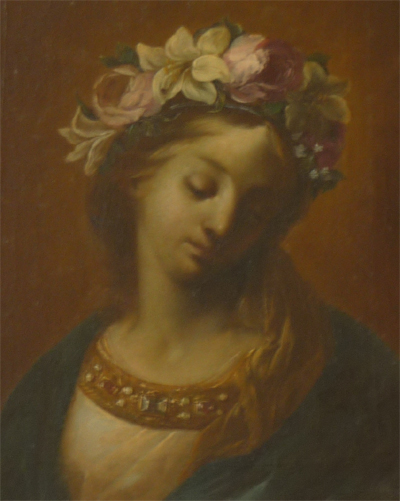
Gemälde Maria – Mutter der Schönen Liebe

Frater Innozenz Metz (* um 1640 in Braunau am Inn, unter dem bürgerlichen Namen Franz; † 3. Februar 1724 in Kloster Prüfening, Regensburg) gehörte dem Orden der Benediktiner an. Er ist als Maler des Wessobrunner Gnadenbildes Maria, Mutter der Schönen Liebe (um 1704) bekannt geworden.

## Biografie
Innozenz Metz, mit bürgerlichem Namen Franz, war Nerianer (benannt nach dem Ordensgründer und Heiligen Philipp Neri), als er ins Kloster Säben in Tirol kam, um als Mesner im Kloster der Benediktinerinnen Dienst zu tun. Seine Begabung als Maler konnte er dort weiter vertiefen (Ausbildung bei Carl Loth in Venedig). Er sammelte einen Kreis von Schülern um sich, unter denen sich bald Johann Gebhard hervortat. Gebhard (1676–1756) sollte zum Begründer einer Malerfamilie von bayerischem Rang werden.
Ein Schicksalsschlag stürzte Franz Metz über Jahre in geistige Verwirrung, die er ebenso unvorhersehbar überwand: Ein Sturz in die eiskalte Eisack brachte ihn wieder zur Besinnung. Dieser 14. Juli 1694 sollte zu einem Wendepunkt in seinem Leben werden. Otto Krafft, Abt von Prüfening (1693–1730), der ihn bei seinem beinahe tödlichen Spaziergang begleitet hatte, nahm ihn und seinen Schüler Johann Gebhard mit nach Regensburg. Franz Metz, vom Abt künstlerisch gefördert, trat jetzt in den Benediktinerorden ein und nahm den Namen Innozenz an.
Kurz nachdem er das spätere Gnadenbild Wessobrunns fertiggestellt hatte (1704), erblindete der Künstler. Ein Wessobrunner Benediktiner, der zu dieser Zeit in Prüfening Theologie studierte, war von der Darstellung Marias so angetan, dass er das Bild von seinem Mitbruder erbat und mit ins Kloster Wessobrunn nahm. Hier sollte es in kurzer Zeit zum Mittelpunkt einer Wallfahrt werden.
Bedeutendere Werke haben sich nicht erhalten. Die Bilder am Prüfeninger Chorgestühl sollen von ihm geschaffen worden sein.